# Свети Атанасий (Смикси)
Вижте пояснителната страница за други значения на Свети Атанасий.
„Свети Атанасий“ (на гръцки: Αγίου Αθανασίου) е късносредновековна православна църква в гревенското пиндско село Смикси, Егейска Македония, Гърция.
Църквата е гробищен храм и според традицията е най-старият храм в селото. Разположена е в грасива гора от букове и борове. Първоначално е силно вкопана поради страх от турците и албанците. През 1760 година околната почва е отстранена и църквата е превърната в полувкопана, както е и днес. Част от строителния материал е от едноименната църква в местността Бика (Μπίγκα). Тази информация е от каменен надпис в храма. В архитектурно отношение представлява малка трикорабна каменна базилика. Апсидата отвън има пиластри, които образуват слепи ниши. Изографисана е в 1767 година, но по-късно стенописите са унищожени. Зад църквата има гробище. По време на османската власт в църквата има тайно училище. Единствената ценност в интериора е запазеният оригинален амвон.